# RB Projects
RB Projects is een historisch merk van wegrace-motorfietsen.
Nederlands bedrijf van Cor van Reeuwijk en Bram Bijl die rond 1985 hun eerste racer begonnen te bouwen. De machine (een 600cc-Kawasaki) was voorzien van enkelzijdige wielophanging voor en achter en bestemd voor het Horeon endurance racing team. Deze RB 1werd 3 seizoenen gereden door de coureur Peter van Andel.  2 keer werd Peter daarmee nationaal kampioen. Nadat  Bram Bijl  zich terugtrok kwam er in 1988 een 750cc-versie ook met een Kawasaki motor en enkelzijdige ophanging voor en achter. Deze RB 2 werd door Cor van Reeuwijk ter beschikking  gesteld aan Mile Pajic voor deelname aan het TT formule 1 wereldkampioenschap. 
De gemaakte ontwerpen voor een 500 GP racer en 125 cc wegmotorfiets zijn niet meer gefabriceerd toen ook Cor van Reeuwijk zich terugtrok. 